# Captain Black
«Captain Black» — торгова марка сигар (машинної крутки), курильного та трубкового тютюну. Один з найпопулярніших брендів данської компанії Scandinavian Tobacco Group у США , на Близькому Сході, в росії, країнах Східної Європи та деяких країнах Азії .

## Історія
Тютюн "Captain Black" вперше з'явився в 1939  .
Сигарили під цим брендом випускаються дочірньою компанією Scandinavian Tobacco Group - Lane Limited в місті Джексонвіллі (штат Флорида) з 1996 року. У 1996 році було вироблено 76 мільйонів сигарил, що склало 5,1% від загального виробництва сигарил у США цього року. Інша фабрика Lane Limited розташована в Такері (штат Джорджія)
В Росії
У Росії продукція під брендом «Captain Black» з'явилася в середині 1990-х років, ставши найпопулярнішим брендом у сегменті сигарил. Так, станом на 2003 рік його частка на московському ринку сигарил становила 68,6%, а в 2006 році - в цьому сегменті на російському ринку в натуральному вираженні становила близько 75%   .
З 2006 року продукція цього бренду імпортується в Росію компанією British American Tobacco, в якій було виділено окремий напрямок, що займається дистрибуцією лише сигар Dunhill та продуктів під брендом «Captain Black». У тому ж році British American Tobacco провела редизайн бренду, вивела на ринок нове сімейство сигарил "Captain Black Miniatures" і провела масштабну рекламну кампанію, спрямовану на підтримку бренду   .
У листопаді 2006 року на російський ринок було виведено нову версію вироблених у Бельгії сигарил «Captain Black» у портсигарній упаковці  . Обернені в цільний тютюновий лист сигарили були представлені в трьох різних смаках Original Aroma, Carribean Rum Aroma і Madagascar Vanilla Aroma  .